# Luxembourg au Concours Eurovision de la chanson 1967
Le Luxembourg a participé au Concours Eurovision de la chanson 1967, le 8 avril à Vienne, en Autriche. C'est la 11e participation luxembourgeoise au Concours Eurovision de la chanson.
Le pays est représenté par la chanteuse Vicky Leandros et la chanson L'amour est bleu, sélectionnées en interne par Télé Luxembourg.

## Sélection interne
Le radiodiffuseur luxembourgeois, Télé Luxembourg, choisit l'artiste et la chanson en interne pour représenter le Luxembourg au Concours Eurovision de la chanson 1967.
Lors de cette sélection, c'est la chanson L'amour est bleu, écrite par Pierre Cour et composée par André Popp et interprétée par la chanteuse grecque Vicky Leandros, sous le nom Vicky, qui fut choisie, accompagnée du chef d'orchestre Claude Denjean.
| Ordre | Interprète     | Chanson          | Langue   |
| ----- | -------------- | ---------------- | -------- |
| 1     | Vicky Leandros | L'amour est bleu | Français |

## À l'Eurovision
Chaque pays a un jury de dix personnes. Chaque juré attribue un point à sa chanson préférée.

### Points attribués par le Luxembourg
| 5 points | Royaume-Uni                 |
| 2 points | France                      |
| 1 point  | Espagne Irlande Yougoslavie |

### Points attribués au Luxembourg
| 10 points | 9 points   | 8 points | 7 points                           | 6 points                                    |
| --------- | ---------- | -------- | ---------------------------------- | ------------------------------------------- |
|           |            |          |                                    |                                             |
| 5 points  | 4 points   | 3 points | 2 points                           | 1 point                                     |
|           | - Pays-Bas | - Italie | - Finlande - Irlande - Royaume-Uni | - Belgique - Espagne - Monaco - Yougoslavie |

Vicky (Leandros) interprète L'amour est bleu en deuxième position, suivant les Pays-Bas et précédant l'Autriche . 
Au terme du vote final, le Luxembourg termine 4e sur les 17 pays participants, ayant reçu 17 points au total de la part de neuf pays,.